# Castelo de Joyeuse Garde
O Château de Joyeuse Garde é o local de um castelo associado com o Joyous Gard da lenda arturiana . As suas ruínas na cidade de La Forest-Landerneau, na Bretanha, datam do século VI. Foi classificado como monumento histórico em 6 de outubro de 1975.
O castelo é o tema de " Joyeuse Garde ", um poema de 1859 de Algernon Charles Swinburne .

## Galeria
|  |  |  |